# Le Paradigme perdu
Le Paradigme perdu (sous-titré La Nature humaine) est un essai rédigé par Edgar Morin et publié par Le Seuil en 1973.

## Résumé
Il faut cesser de disjoindre Nature et Culture car la clé de notre culture est dans la nature et la clé de notre nature est dans la culture. A Homo faber et homo sapiens il faut ajouter homo demens. Il faut concevoir l'humain comme un triptyque Individu/Espèce/Société.
Après avoir montré que la conception insulaire de l’homme (Chapitre 1 : La soudure épistémologique), c’est-à-dire le paradigme qui fait de l’homme un être purement culturel, se trouve atteinte , Edgar Morin s’intéresse aux trois étapes qui ont conduit d’un système anthropoïde à l’homme d’aujourd’hui : l’hominisation dans la paléo-société (Chapitre 2 : L'anthropo-sociogenèse), l'humain comme un animal doué de raison (Chapitre 3), puis le développement de l’arkhe-société (Chapitre 4), l’avènement de la troisième naissance de l'homme : la société historique (Chapitre 5) et enfin au chapitre 6 : l'homme péninsulaire avec les aspects unité et diversité humaines.

## Accueil et critique
Recensant l'ouvrage, Georges Torris, considère qu'il s'inscrit dans le sillage de celui de Serge Moscovici, La Société contre nature : « Pour l'un comme pour l'autre auteur, il est capital qu'une certaine culture soit apparue dans l'animalité antécédente et génératrice de l'homme ; le prouvent chez les animaux hiérarchie sociale, usage d'outils et de symboles. »
Etienne Gehin estime quant à lui que Morin renvoie dos-à-dos le naturalisme ("l'homme descend du singe") et l'anthropologisme ("l'homme se distingue de tous le règne animal car lui seul cultive la spiritualité").

Quatre ans après sa sortie, Jacques Ellul critique sévèrement le livre : 

« Ce livre me paraît l'un des plus dangereux qui ait été écrit car nous sommes ici en présence d'une saisie volontaire de tous les résultats des sciences humaines pour les amener à un ensemble synthétique, à l'unité. Autrement dit (Morin) fait la théorie de la Totalisation de fait technicienne. Non pas qu'il fasse une théorie concernant cette totalisation, mais de même que la totalisation s'est effectuée sur le plan des faits par la technique, de même Morin l'effectue au niveau de la Théorie, et la Totalisation est l'exact pendant et complément de la précédente parce qu'elle dérive de la même origine, la science. (...) Le travail de Morin montre le chemin à suivre pour fermer le système et achever de prendre l'homme au piègent de le déposséder. Je sais bien que ce n'est pas son intention personnelle, pas plus que la bombe atomique n'était celle d'Einstein. Mais il est mû par une passion de l'explication et de l'Unité qui lui fait jouer immanquablement ce rôle (qu'il répudie) parce qu'il n'a pas, précisément, vu de son côté ce qu'êtait le système technicien totalisant. »

En 2009, Jean-François Dortier estime que l'ouvrage « reste parfaitement actuel » : 

« À l’époque (en 1973), on ne parlait pas encore de sociobiologie ou de psychologie évolutionniste, et pourtant Edgar Morin avait déjà compris la nécessité d’inscrire l’homme et la société dans l’ordre du vivant sans céder au réductionnisme biologique. De même, il y a trente ans, alors que les recherches en éthologie étaient à peine connues, il avait déjà saisi l’importance de la primatologie pour comprendre l’homme. »

## Archive vidéo
- Edgar Morin parle de son livre, émission Ouvrez les guillemets, 9 juillet 1973 ; document INA, durée : 13'13"